# Кизилташский Стефановский монастырь
Кизилташский Стефано-Сурожский монастырь — мужской монастырь Феодосийской епархии Русской православной церкви, расположен в горах на высоте 400 метров над уровнем моря, выше села Краснокаменка (до 1948 года Кизилташ) городского округа Феодосия.

## История
Основан в 1856 году архиепископом Херсонским и Таврическим Иннокентием (Борисовым) во имя святителя Стефана Сурожского (ок. † 750), чья летняя резиденция, по преданию, находилась здесь.

### Иеромонах Арсений
В мае 1856 году первым настоятелем Кизилташского монастыря был назначен насельник Балаклавского Свято-Георгиевского монастыря  иеромонах Арсений. В своём отчете о принятии дел иеромонах Арсений писал: «кроме ветхого домика, имеется ещё четыре землянки, покрытые черепицею, где помещается по 11 человек братии, которые не умеют ни хорошо читать, ни петь по церковному»
При иеромонахе Арсении молитвенный дом был преобразован в церковь во имя святого Стефана Сурожского, которую иеромонах Арсений освятил в 1857 году.
20 августа 1858 года, по переводе иеромонаха Арсения в Ферапонтов скит Измаильского уезда Бессарабской губернии, настоятелем монастыря был назначен игумен Парфений, оставивший самый значительный след в истории монастыря.

### Игумен Парфений
В миру Поликарп Журавский, Парфений родился в 1815 году в Елисаветграде. Там же окончил духовное училище.  
В 1840 году поступил послушником в Введенский Островский монастырь Санкт-Петербургской епархии   23 декабря 1845 году принял монашеский постриг, а вскоре, 8 апреля 1846, был рукоположен во иеромонаха. В 1849 году перешел на военную службу иеромонахом Балаклавского Георгиевского монастыря. 
30 марта 1852 года был отправлен в Тегинское укрепление Черноморской береговой охраны для исполнения треб, где отличился своим инженерным талантом. В августе 1852 он предложил «легчайший способ поднятия затонувших грузов», который широко использовался в дальнейшем. За это был награжден 100 рублями, а специальная комиссия предписала" устраивать подобные машины для портовых надобностей"
В 1855 году, во время Крымской войны, был помощником благочинного. Под огнём неприятеля он исповедовал и причащал раненых и отпевал павших. За личный героизм был награждён наперсным крестом на георгиевской ленте. После Крымской войны отец Парфений успешно внедряет свой способ «очень удобного и дешевого подъема затопленных в Севастопольской бухте кораблей». 20 марта 1857  за личное мужество и незаурядные изобретения был награждён наперсным крестом от Святейшего синода, а 7 апреля возведён в сан игумена.

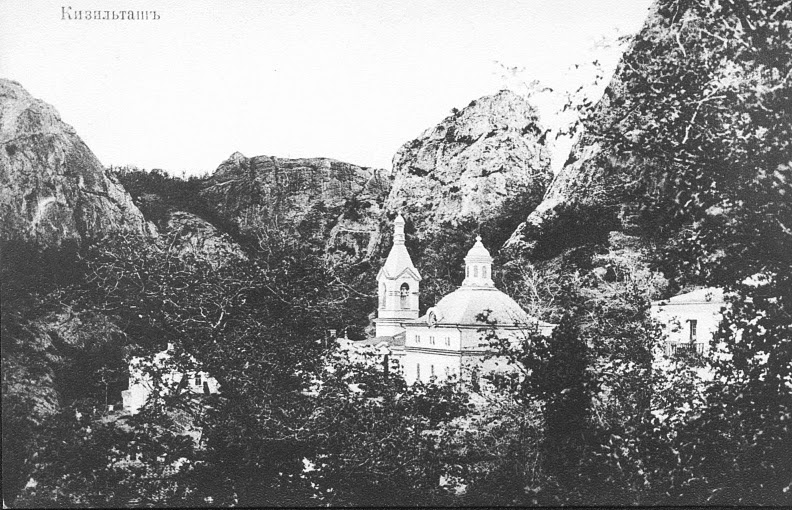
Кизилташский монастырь. Начало XX века.

После своего назначения 20 августа 1858 года на должность настоятеля Кизилташского монастыря занялся преобразованием обители. Из пещеры в скале он создал целый скит с двумя гостиницами, церковью с кельями и разными службами. Разбил сад, огород, виноградники, построил мельницу В монастырь на исправление и перевоспитание отправлялись провинившиеся клирики со всей Таврической епархии. На фотографии начала XX века изображен монастырь, построенный благодаря его трудам.
22 августа 1866 года игумен Парфений был убит на лесной тропе между Таракташем и Кизилташской обителью, тело спрятано. Военно-полевым судом трое причастных к убийству были приговорены к смертной казни через повешение, однако исследования судебного дела, хранящегося в РГВИА (Ф. 801. Оп. 92. Д. 23) показали, что суд не был беспристрастен. На месте убийства священнослужителя был установлен мраморный крест в виде дерева, обвитого гирляндами дикого винограда. В августе 2000 года он был канонизирован Русской православной церковью (память — 22 августа (4 сентября)).
К 1917 году монастырь имел подворья в Феодосии, Геническе и Судаке. На территории монастыря был кирпичный завод, мельница, школа для детей из малоимущих семей. В монастырском саду (ныне стадион) выращивали фрукты и виноград.
Императрица Александра Федоровна лечила ноги в сероводородном источнике во время посещения Кизилташского монастыря императорской семьей.

### После Революции 1917 года

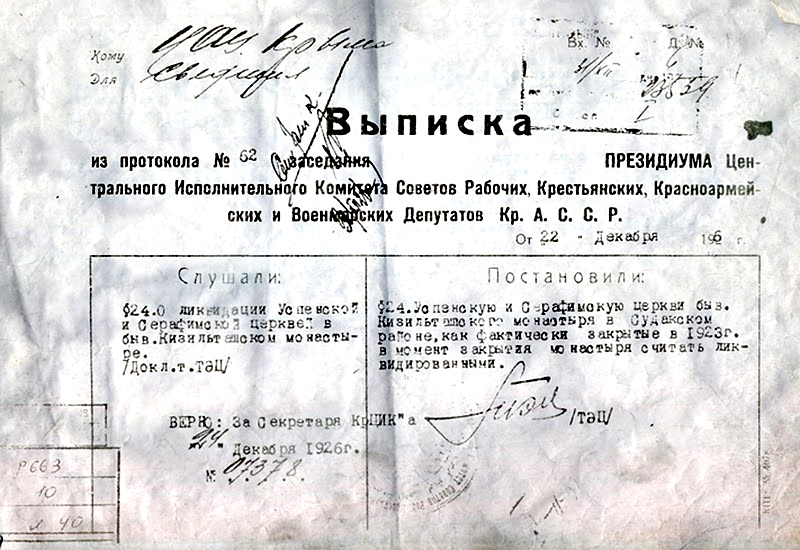
Выписка из протокола заседания президиума ЦИК о закрытии монастыря (1923).

В октябре 1923 года монастырь закрывают, а на его территорию переезжает сельхозартель из Отуз. В храмах были устроены клуб и общежитие. В 1935 году на территории монастыря располагается санаторий московского военного округа. В годы Великой Отечественной войны на территории монастыря располагалась база партизанского отряда. На территории монастыря произошли два крупных боя партизан с карательными отрядами, но монастырские постройки при этом не пострадали.
С 1945 года по 1950 год в монастыре опять размещался санаторий московского военного округа.
В 1950 году по приказу Лаврентия Берии все постройки монастыря были взорваны, в скалах были проложены тоннели и на территории монастыря расположился ядерный арсенал Черноморского флота (12 ГУМО), где производилась сборка и хранение ядерных боеголовок.
В 1992 году ядерные боеприпасы были вывезены из Кизилташа.

### Возрождение
28 июля 1995 года в Кизилташ был направлен офицером-священником Николай Демьянюк, проходивший послушание в 1 бригаде морской пехоты Украины. Кроме духовно-нравственного воспитания военнослужащих ему было поручено решение вопросов землеотвода для возрождения Кизилташского монастыря.
15 апреля 1997 года на расширенном заседании Священного Синода был заслушан рапорт митрополита Симферопольского и Крымского Лазаря (Швеца) об открытии Кизилташского мужского монастыря во имя святого Стефана Сурожского. Священный Синод постановил: «благословить открытие монастыря, наместником его утвердить иерея Николая Демьянюка с пострижением его в монахи».
В декабре 1998 года в Свято-Троицком кафедральном соборе Симферополя священник Николай принимает монашеский постриг с именем Никон.
В мае 2000 года по согласованию с командованием воинской части 2327 началось строительство первых братских корпусов.
В 2002 году иеромонах Никон возведен в сан игумена. Свято-покровский храм в Судаке имеет статус подворья Кизилташского монастыря.
|  |  |  |  |

Храм Всех Печерских Святых построен в 2002 году на территории, где раньше не было монастырских построек.
Храм во имя св. Серафима Саровского построен в мае 2008 года на месте, где была часовня во имя св. Серафима Саровского, и освящен в 2010 году. Один из немногих деревянных храмов в Крыму.
С образованием в 2012 году Феодосийской и Керченской епархии, монастырь перешёл в её ведение.